# Nomadelfia

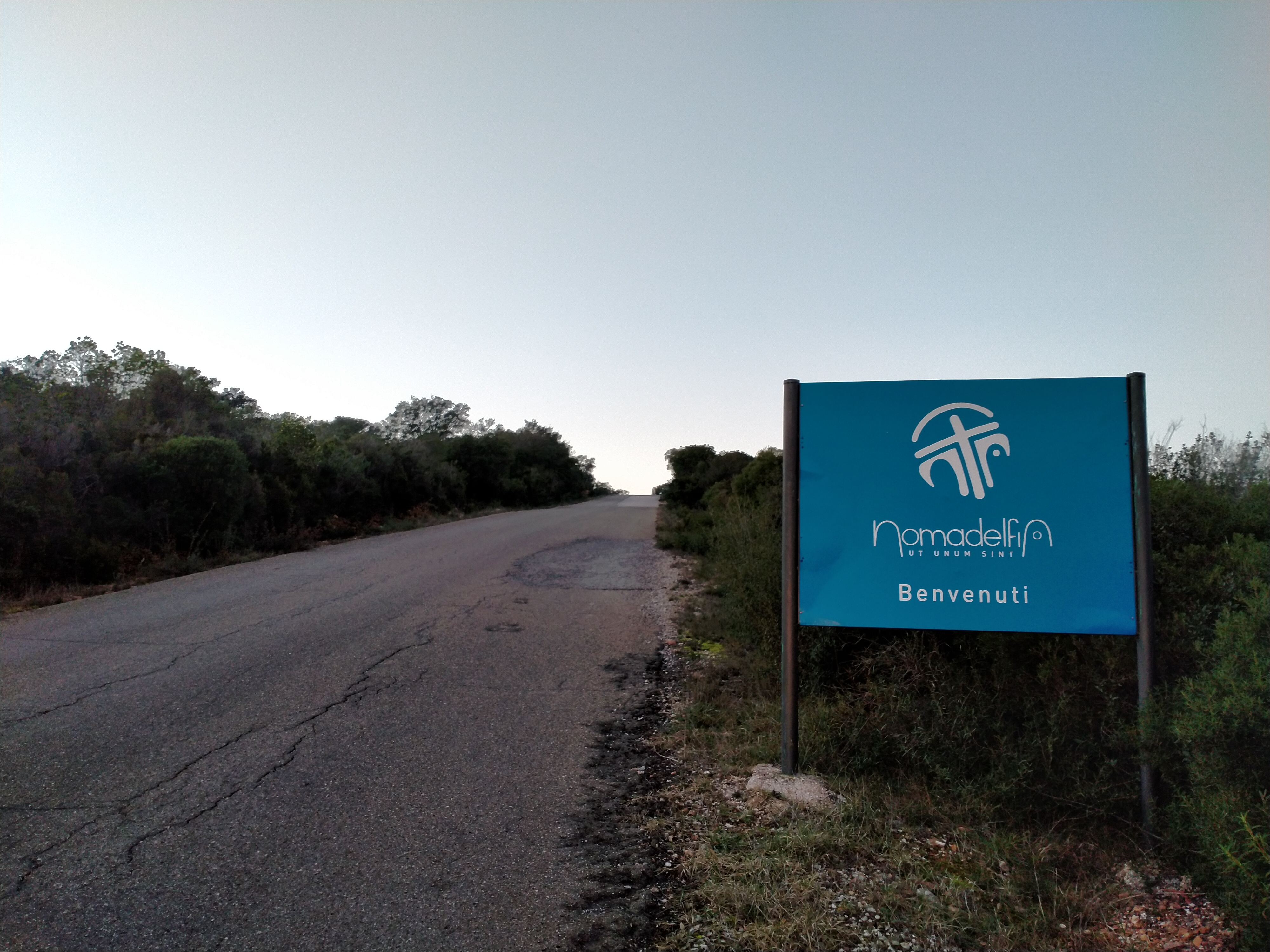
Cartello all'ingresso del villaggio

Nomadelfia è una frazione del comune di Grosseto e una comunità di cattolici praticanti, che cercano di vivere adottando uno stile di vita ispirato a quanto riportato negli Atti degli Apostoli, e per certi versi simile all'esperienza dei kibbutz o dei falansteri. Secondo il diritto canonico della Chiesa cattolica, è una parrocchia formata da famiglie e laici non sposati, fondata da don Zeno Saltini, mentre per la Repubblica Italiana è una associazione privata di cittadini. Oggi la comunità sorge all'interno del comune di Grosseto.
Nomadelfi non sono tutti i membri della comunità ma solo coloro che, compiuti i 21 anni, decidono liberamente di aderire al modello di vita, definito "proposta", che punta a un ritorno alla "Chiesa delle origini". A Nomadelfia non si utilizza denaro e i nomadelfi che ottengono guadagni fuori dalla comunità li versano a questa che provvede poi a dare a ognuno i beni di cui necessita. Il disabile o l'anziano non vengono assistiti solo dalla famiglia, ma dalla comunità stessa. L'educazione obbligatoria ai bambini e ai ragazzi viene data da membri della comunità durante l'anno, mentre gli esami di stato sono sostenuti da questi come privatisti.

## Storia

### I primi nuclei

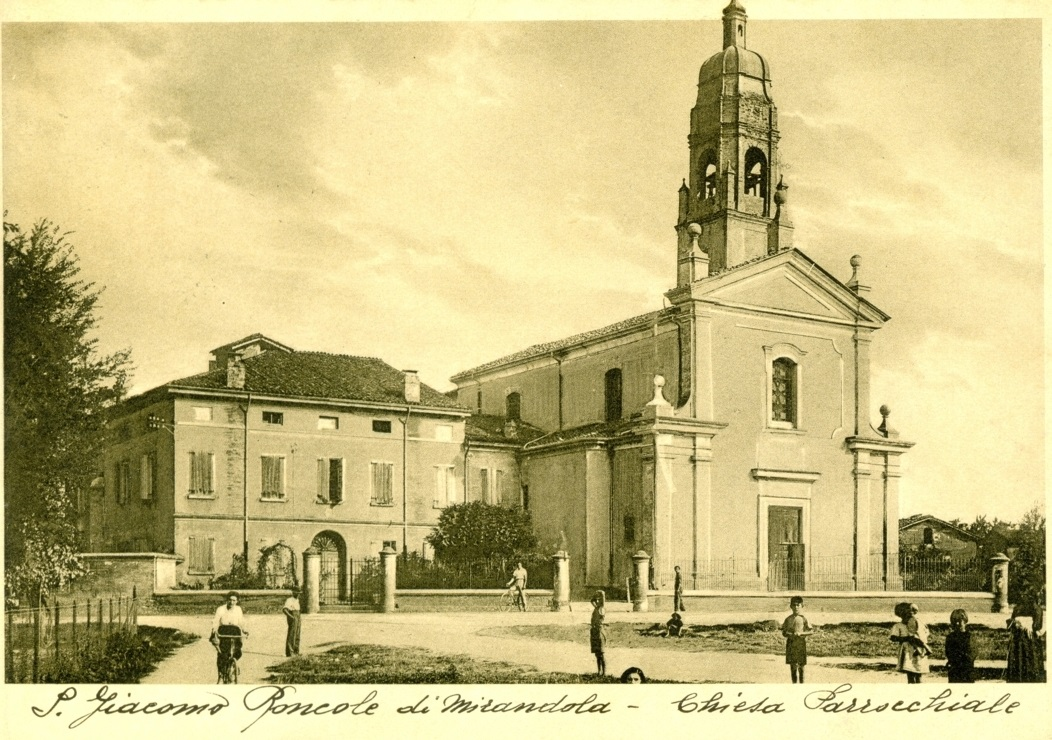
San Giacomo Roncole (Mirandola)

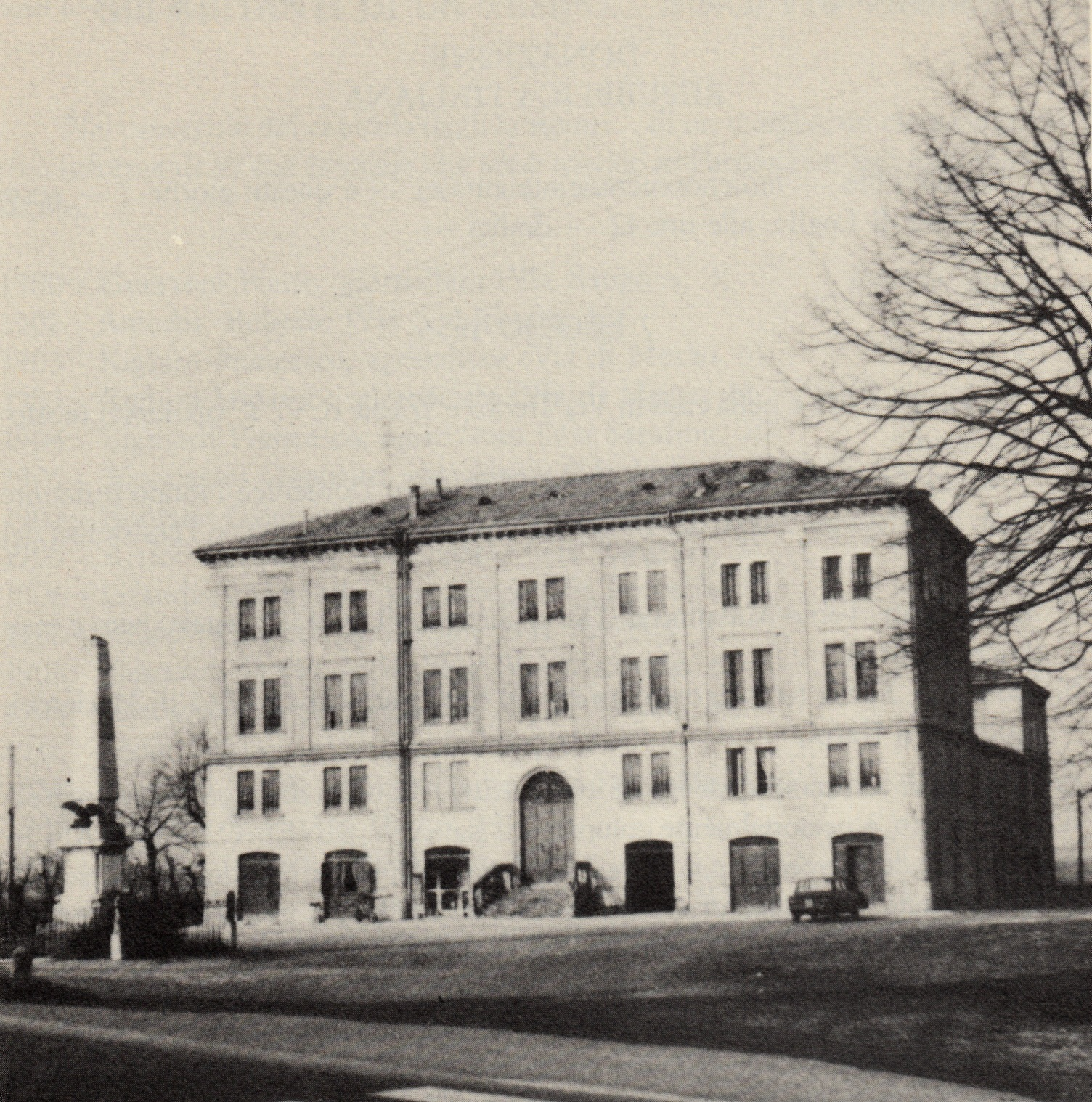
Il "casinone" di San Giacomo Roncole, prima sede dell'Opera Piccoli Apostoli

Nomadelfia nasce negli anni trenta per volontà di don Zeno Saltini, figlio di agricoltori benestanti di Carpi che vive l'infanzia e la giovinezza tra fermenti cattolici e socialisti, in cui convivono realtà e utopia.
Ordinato sacerdote nel 1931, raccoglie i primi bambini senza famiglia o comunque abbandonati a San Giacomo Roncole (frazione del comune di Mirandola, in provincia di Modena), parrocchia formata per il 50 per cento da braccianti che hanno un lavoro solo otto mesi l'anno: nel 1941 fu fondata l'Opera Piccoli Apostoli della Parrocchia dei SS. Filippo e Giacomo apostoli in San Giacomo Roncole, che ebbe come prima sede un immobile antistante alla chiesa denominato "Il casinone". La sua prima finalità fu quella di dare una famiglia a bambini orfani o bisognosi, da qui si sviluppò ben presto una comunità che improntò la propria vita agli ideali evangelici di fratellanza. Nel corso del secondo conflitto mondiale continuò a svolgere la sua attività di accoglienza e si distinse per l'aiuto a perseguitati politici ed ebrei.
Soltanto molto lentamente gli adulti si interessano al suo problema: a questo punto nascono le famiglie; adulti, sposati e non sposati fungono da genitori non soltanto dei propri ma anche dei figli altrui, dei figli di nessuno. Nascono in questo modo le cosiddette "mamme di vocazione", donne che rinunciano al matrimonio per vivere la maternità in totale castità: madri in famiglie che hanno così numerosi figli, di tutte le età.

I Piccoli apostoli abbattono i reticolati del campo di Fossoli

Nel 1947 don Zeno occupa con loro l'ex campo di concentramento di Fossoli, frazione di Carpi, per costruire la loro nuova città. Dove prima c'erano reticolati, sorge una nuova realtà. Lo scopo principale è dare una accoglienza ai tanti orfani di guerra, con un tipo di assistenza molto diverso dai tradizionali orfanotrofi, perché basato sull'apporto delle mamme di vocazione, con un nuovo concetto di famiglia.

### La prima stesura della Costituzione e la Prima Fondazione
La comunità il 14 febbraio 1948 approva il testo di una Costituzione e l'Opera Piccoli Apostoli prende appunto in quella occasione il nome di Nomadelfia. Il villaggio raccoglie migliaia di ragazzi, viene benedetto da Papa Pio XII, e il cardinale di Milano Ildefonso Schuster, con una cerimonia in duomo, affida a don Zeno quaranta bambini. Nomadelfia è all'apice della notorietà.
Nel 1950 don Zeno propone il lancio di un movimento politico Movimento della Fraternità Umana, propugnatore di forme di democrazia diretta. Questo fatto suscita immediatamente una forte ostilità non solo presso gli organi di governo, ma anche di numerose autorità ecclesiastiche.
La comunità raggiunge il numero di 1500 persone, dei quali 800 figli accolti e 150 ospiti (senza casa e senza lavoro). Ne fanno parte, in questo periodo, anche Danilo Dolci e Giovanni Vannucci.
Il ministro dell’interno Mario Scelba sollecita a Nomadelfia una relazione economica-amministrativa. Da questo punto di vista, infatti, la comunità viaggia in acque poco tranquille anche se afferma di avere un patrimonio immobiliare di 613 milioni a fronte di passività per 370 milioni. Don Zeno chiede sovvenzioni, lanciando una campagna per raccogliere addirittura un miliardo. Tra i suoi sostenitori è la contessa Giovanna Albertoni Pirelli, che gli dona un'enorme estensione di terreno presso Grosseto.
Pensando di evitare interventi sia dello Stato sia della Chiesa, Nomadelfia si trasforma: i suoi membri rinunciano al nome di "piccoli apostoli", dichiarano di non considerarsi comunità a carattere religioso e si costituiscono in libera associazione civile.
Si diffondono malignità sulla moralità delle famiglie di Nomadelfia, il che suscita la diffidente reazione di molti cattolici; le accuse successive spaziano dall'apologia del comunismo, allora reato presso i regimi autoritari di destra e oggi reato in alcuni Paesi dell'ex blocco sovietico, all'eresia. Don Zeno è stato soprannominato il prete rosso; ha gridato sulle piazze che i ricchi devono dare ai poveri e che se i ricchi non danno, i poveri devono prendere; in più, don Zeno non smette di parlare né di scrivere, aggravando la sua posizione con le sue affermazioni e le sue tesi sulla famiglia. Nel 1943, Zeno accentua la sua condanna di leggi razziali e fascismo, scrivendo: «È caduto un regime che ha rovinato l'Italia e incretinito la gioventù... Guai a coloro che credono che essere cristiani significhi essere conigli.» Arrestato con l'accusa d'incitamento alla ribellione viene minacciato di fucilazione, ma è liberato poco dopo per timore di tumulti popolari. Il ministro democristiano Scelba esercitò il pugno di ferro nei confronti di don Zeno, protagonista d'iniziative a favore di orfani e diseredati, ma le cui idee progressiste avrebbero potuto essere confuse con l'applicazione degl'ideali comunisti marxisti: tale opposizione a don Zeno e Nomadelfia venne pesantemente criticata da molti cattolici. Maurizio Ferrari, il primo militante delle Brigate Rosse arrestato in Italia, era un figlio adottivo cresciuto in Nomadelfia con la madre di vocazione Maria Teresa e fu sempre difeso da don Zeno, che però nelle sue polemiche mai si riferì al comunismo marxista né tantomeno al capitalismo.
Il 5 febbraio 1952 don Zeno riceve dal Sant'Uffizio una Intimatio con la quale gli si ordina di ritirarsi da Nomadelfia e di mettersi a disposizione della sua diocesi o di altra che egli preferisca.
Il decreto che decapita Nomadelfia è firmato dal cardinale Giuseppe Pizzardo, ma più di un motivo lascia ritenere che l'allontanamento drastico del fondatore e leader di Nomadelfia sia dovuto a ragioni politiche, vista l'aperta ostilità dei partiti di centro e di destra, in particolare della Democrazia Cristiana. Don Zeno obbedisce, sebbene a malincuore.
Nel giugno del 1952 la comunità viene sciolta con la forza su ordine del Ministro Mario Scelba, i beni vengono ceduti alla commissione prefettizia di liquidazione coatta, le famiglie vengono allontanate, pochi rimangono, la maggior parte dei bimbi viene trasferita in vari orfanotrofi.
Nel novembre del 1952 don Zeno è processato per una denuncia dei creditori, ma viene assolto.
Si chiude in questo modo l'esperienza di Fossoli.
(Filippo Sacchi, La Stampa, 17 dicembre 1953)

### La rinascita vicino a Grosseto

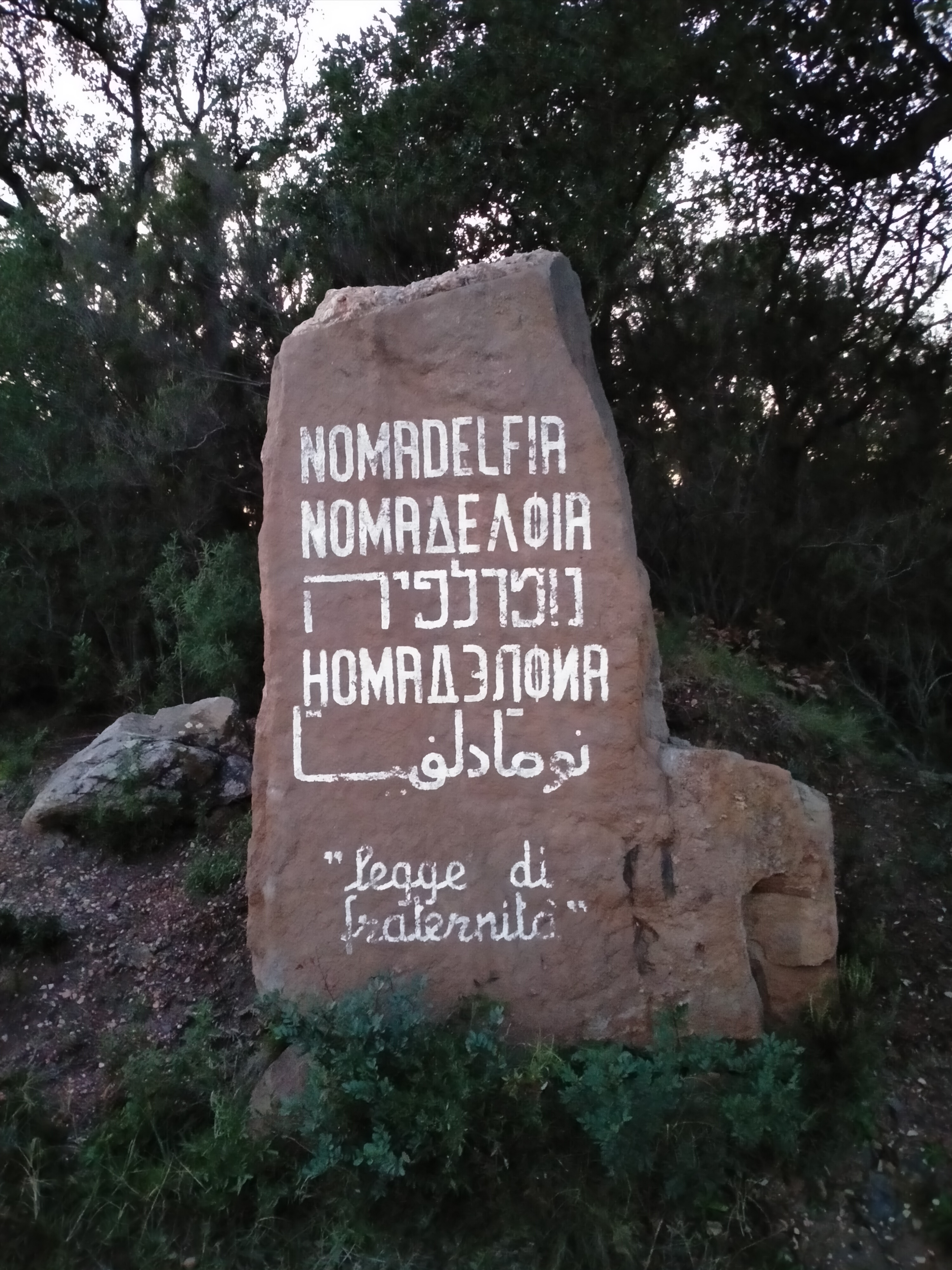
Ceppo col nome del villaggio in più lingue

Per aiutare i propri figli dispersi don Zeno chiede quindi a Pio XII di essere dimesso dallo stato clericale. Il papa nel 1953 glielo concede, dicendogli che una volta sistemato il problema avrebbe potuto richiedere il ritorno al sacerdozio.
L'esperienza di Nomadelfia riparte quindi nel comune di Grosseto tra le frazioni di Roselle e Batignano, dove dopo dieci anni di durissimo lavoro i Nomadelfi trasformano una zona arida e pietrosa in una piccola tendopoli. Tende che in seguito saranno sostituite da prefabbricati.
Nel 1962 papa Giovanni XXIII istituisce la nuova parrocchia di Nomadelfia, nominandone parroco don Zeno.
Nel 1965 nascono le serate di Nomadelfia, spettacoli itineranti gratuiti in Italia e all'estero per far conoscere la realtà di questo paese. Tra i primi vescovi a richiedere una serata, segno di una rinnovata attenzione della gerarchia ecclesiastica all'esperienza di Nomadelfia, vi fu il vescovo di Sansepolcro, Abele Conigli. Nel 1980 lo spettacolo viene proposto a papa Giovanni Paolo II a Castel Gandolfo. Don Zeno morirà l'anno successivo. Il 21 maggio 1989 è il papa stesso a visitare la comunità in occasione di un viaggio pastorale a Grosseto.
La comunità di Nomadelfia è stata ricevuta da papa Francesco il 17 dicembre 2016, giorno del suo compleanno. Il 10 maggio 2018 la comunità riceve a propria volta il pontefice.

## La comunità cattolica
Nomadelfia (derivante dai due termini greci nomos e adelphia, e significa dove la fraternità è legge) si definisce come "una proposta", un modello di vita alternativo rispetto a quello proposto abitualmente dalle società occidentali.
I suoi componenti, tutti cattolici praticanti (ad oggi circa 350), adottano uno stile di vita ispirato a quanto riportato negli Atti degli Apostoli, e per certi versi simile all'esperienza dei kibbutz o dei falansteri. In particolare presenta le seguenti caratteristiche:
- Non esiste proprietà privata.[2][3]
- Le famiglie sono disponibili ad accogliere ragazzi in affido.
- Si lavora solo all'interno della comunità, e nessuno è retribuito; i lavori più “sgradevoli” vengono svolti a turno da tutti i componenti.
- I nuclei familiari vengono raggruppati in unità più grandi (3-5 famiglie), che condividono assieme vari momenti della giornata (come i pasti).
- La scuola per i ragazzi è anch'essa gestita dalla comunità. I ragazzi si presentano poi agli esami come privatisti.
- Le responsabilità educative sono assunte "in toto" da tutti gli adulti, in una specie di "famiglia allargata".

Per lo Stato Italiano la comunità è un'associazione, mentre dal punto di vista del diritto canonico è una parrocchia comunitaria: al contrario di quanto accade per gli ordini religiosi, quindi, chi lo desidera può lasciare la comunità in ogni momento senza formalità particolari.
Il fondatore, don Zeno Saltini, definiva Nomadelfia come una "nuova civiltà", la civiltà dei "liberi figli di Dio, che sarebbero poi i santi".
Il principio ontologico su cui si fonda questa fraternità è che tutti gli esseri umani sono figli di Dio e dunque fratelli e sorelle tra loro: Nomadelfia, nelle sue intenzioni, esiste per dare all'umanità un segno concreto e praticabile che vivere insieme in pace come fratelli e sorelle è possibile.
Nel 2008 la RAI ha dedicato una fiction alla figura di don Zeno Saltini e all'esperienza di Nomadelfia, intitolata: Don Zeno - L'uomo di Nomadelfia, mettendola in onda, in due puntate, il 27 e 28 maggio.
Tra coloro che, accolti a Nomadelfia, hanno deciso, raggiunta l'età del consenso, di uscirne, spiccano il brigatista rosso Paolo Maurizio Ferrari e Beppe Lopetrone, fotografo di moda internazionale. Lopetrone tuttavia tornò a Nomadelfia negli ultimi mesi della sua vita, e lasciò parte dei propri beni alla comunità. Beppe Lopetrone realizzò con i Nomadelfi un libro fotografico intitolato Don Zeno 100 ANNI.

## Società

### Lingue e dialetti
Nomadelfia costituisce una curiosa isola linguistica gallo-italica in Maremma. Sebbene la lingua usata sia l'italiano, essa presenta cadenza, accento e influssi emiliani, in quanto la comunità (e lo stesso don Zeno Saltini) era originaria della provincia di Modena. Tale caratteristica, essendo una comunità chiusa, è stata trasmessa anche alle generazioni successive.

## Cultura

### Filmografia
- 2008 - Don Zeno - L'uomo di Nomadelfia

## Economia
All'interno di Nomadelfia, i beni sono in comune. Viene praticata l'agricoltura.